# Таскалински район
Таскалински район (на казахски: Тасқала ауданы) е съставна част на Западноказахстанска област, Казахстан, обща площ 7996 км2 и население 16 574 души (по приблизителна оценка към 1 януари 2020 г.). Административен център е село Таскала.